# Cima (catch)
Nobuhiko Ōshima (大島 伸彦, Ōshima Nobuhiko), né le 15 novembre 1977 à Sakai, est un catcheur japonais de la Dragon Gate connu sous le nom de CIMA (prononcé shīma).

## Carrière
Ōshima s'entraîne au sein de l'école de catch de la Toryumon Japan.

### Dragon Gate
Il a fait ses débuts lors de Toryumon Japan King Of Dragon 1999 - Tag 1 avec Judo Suwa et Sumo Fuji perdant contre Dragon Kid, Magnum TOKYO et SAITO dans un Elimination Match.
Le 14 janvier 2011, il effectue un Heel Turn avec le reste des Warriors, attaquant Masato Yoshino et World-1, et rejoignant les forces avec le groupe de Naruki Doi.
Le 15 mai, le reste des Blood Warriors attaquent Dragon Kid et l'expulse du groupe, malgré le fait qu'il était encore Open the Triangle Gate Champions avec lui et Ricochet. En conséquence, le titre est déclaré vacant. Le 17 juillet, lui et Ricochet battent Dragon Kid et PAC du groupe rival Junction Three pour remporter les Open the Twin Gate Championship. Après leur troisième défense réussie des titres le 30 novembre, ils les rendent vacant pour que Ricochet se concentre sur la défense de l'Open the Brave Gate Championship et pour que Cima se concentre sur la poursuite de l'Open the Dream Gate Championship. Le 19 janvier 2012, Akira Tozawa prend la direction des Blood Warriors, et le vire du groupe. Après que Ricochet est continué de faire équipe avec lui à la Dragon Gate USA, il est annoncé le 9 février, qu'il a également été expulsé des Blood Warriors. Le 4 mars, lui et Ricochet décide de se diviser, avec Ricochet qui rejoint Masato Yoshino et Naruki Doi au sein de World-1 International et Cima qui se relance au sein de Veteran-gun.
Lors de Dead Or Alive 2012, il conserve son titre contre Cyber Kong. Le 17 juin, il conserve son titre contre Genki Horiguchi HAGeeMee. Le 22 juillet, il conserve son titre contre Akira Tozawa. Le 22 août, il conserve son titre contre Yamato. Lors de Dangerous Gate 2012, il conserve son titre contre Naruki Doi. Lors de Gate Of Destiny 2012, il conserve son titre contre Masato Yoshino. Lors de Final Gate 2012, il conserve son titre contre BxB Hulk et Shingo Takagi. Lors de Primal Gate 2013 - Tag 7, il conserve son titre contre Ryo Jimmy Saito. Lors de Memorial Gate 2013 In Wakayama, il conserve son titre contre Jimmy Kanda. Lors de Dragon Gate Champion Gate 2013 - Tag 2, il conserve son titre contre Masato Yoshino. Le 4 avril, il conserve son titre contre K-ness. Lors de Dead Or Alive 2013, il conserve son titre contre Akira Tozawa. Le 16 juin, il conserve son titre contre Ricochet. Lors de Kobe Pro-Wrestling Festival 2013, il perd son titre contre Shingo Takagi. 
Le 9 octobre 2014, Don Fujii, Gamma et lui battent Mad Blankey (Cyber Kong, Kzy et Naruki Doi) est remportent les Open the Triangle Gate Championship. Ils perdent leur titres dix jours plus tard contre les Jimmyz (Genki Horiguchi H.A.Gee.Mee!!, Jimmy Susumu et Ryo "Jimmy" Saito).

#### Mad Blankey (2014–2015)
Le 3 décembre, ils perdent leur titres contre Millennials (Eita et T-Hawk) et plus tard dans la soirée lui, Gamma, Don Fujii et K-ness sont obligés de rejoindre Mad Blankey.

#### Over Generation (2015–2018)

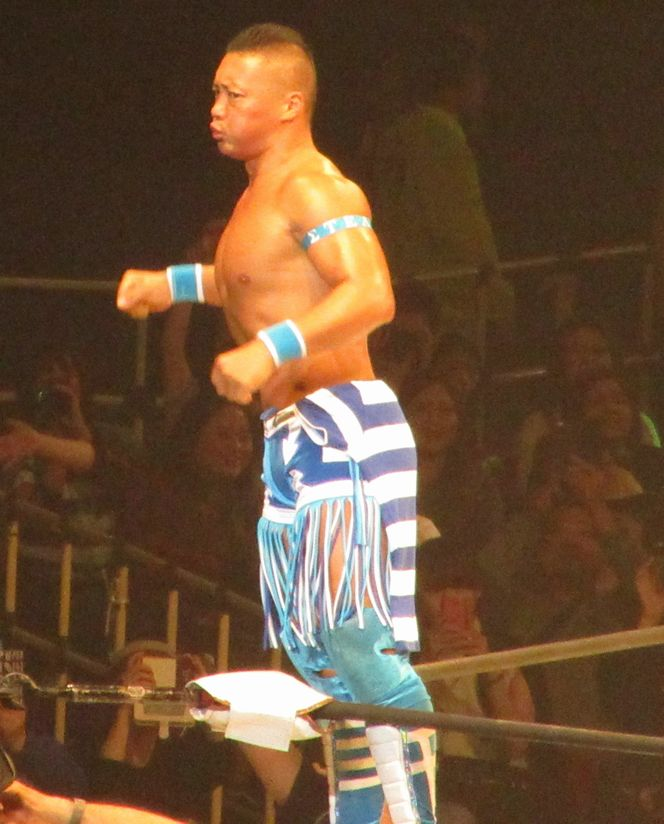
Cima en Novembre 2016

Lors de Gate Of Destiny 2016, lui et Dragon Kid battent Jimmyz (Jimmy Kagetora et Jimmy Susumu) et remportent les Open the Twin Gate Championship. Lors de Final Gate 2016, ils conservent les titres contre VerserK (Shingo Takagi et T-Hawk).

### Ring Of Honor (2005-2008)
Il fait ses débuts à la fédération lors de ROH Dragon Gate Invasion où il bat A.J. Styles.
Lors de ROH International Challenge, lui et SHINGO perdent contre Christopher Daniels et Matt Sydal et ne remportent pas les ROH World Tag Team Championship.

### Pro Wrestling Guerrila
Lors de PWG Guerre Sans Frontières, lui et The Motor City Machine Guns (Alex Shelley et Chris Sabin) battent Brian Kendrick et The Young Bucks. Lors de PWG Eight, lui et Kevin Steen battent The Young Bucks.

### Dragon Gate USA (2009-2013)
Lors de Untouchable 2011, il perd contre Yamato et ne remporte pas le Open the Freedom Gate Championship. 
Lors de Freedom Fight, il perd contre Masato Yoshino. Lors de Enter the Dragon 2012, lui et AR Fox battent WORLD-1 International (Rich Swann et Ricochet) et remportent les vacants Open The United Gate Championship. Lors de Uprising 2012, ils conservent leurs titres contre Genki Horiguchi et Ryo Saito. Lors de Open The Ultimate Gate 2013, ils perdent leur titres contre The Young Bucks. Lors de Mercury Rising 2013, Eita, Tomahawk TT et lui perdent contre Johnny Gargano, Rich Swann et Ricochet.

### Wrestle-1 (2018-2020)
Peu après la OWE, lui, T-Hawk, El Lindaman, Takehiro Yamamura, Gao Jingjia, Zackery Wentz et Dezmond Xavier forment un groupe nommée Strong Hearts. Le 13 juin, le groupe apparaît à la Wrestle-1 et déclarent une guerre totale contre la fédération. Le 22 juin, il dispute son premier match à la fédération et bat Jun Tonsho.

### Dramatic Dream Team (2018-...)
Le 21 octobre, il bat Konosuke Takeshita. Le 28 octobre, lui, T-Hawk et Duan Yingnan battent DAMNATION (Mad Paulie, Soma Takao et Tetsuya Endo) et remportent les KO-D Six Man Tag Team Championship. Le 3 janvier 2019, ils perdent les titres contre All Out (Akito, Konosuke Takeshita et Yuki Ino).
Lors de DDT Judgement 2019, lui et Seiki Yoshioka perdent contre Moonlight Express (Mike Bailey et MAO) dans un Three Way Match qui comprenaient également  Shuten Doji (Masahiro Takanashi et Yukio Sakaguchi) et ne remportent pas les KO-D Tag Team Championship.

### All Elite Wrestling (2019-...)
Lors de Double or Nothing, lui, El Lindaman et T-Hawk perdent contre SCU (Christopher Daniels, Frankie Kazarian et Scorpio Sky). Lors de Fyter Fest, il bat Christopher Daniels. Lors de Fight for the Fallen, il perd contre Kenny Omega.

## Palmarès
- All Japan Pro Wrestling
  - 1 fois AJPW World Junior Heavyweight Championship[32]

- Australian Wrestling Federation
  - 1 fois AWF Heavyweight Championship

- Dramatic Dream Team
  - 1 fois KO-D Six Man Tag Team Championship avec T-Hawk et Duan Yingnan

- Dragon Gate
  - 1 fois Open the Brave Gate Championship
  - 3 fois Open the Dream Gate Championship
  - 2 fois Open the Owarai Gate Championship
  - 12 fois Open the Triangle Gate Championship avec Naruki Doi et Shingo Takagi (1), Naruki Doi et Don Fujii (1), Magnitude Kishiwada et Masato Yoshino (1), Jack Evans et BxB Hulk (1), Ryo Saito et Susumu Yokosuka (2), Gamma et Kagetora (1), Gamma et Genki Horiguchi (2), Dragon Kid et Ricochet (1), Don Fujii et Gamma (2)
  - 5 fois Open the Twin Gate Championship avec Gamma (3), Ricochet (1) et Dragon Kid (1)

- Dragon Gate USA
  - 2 fois Open The United Gate Championship avec Ricochet (1), et  AR Fox (1)

- International Wrestling Revolution Group 
  - 1 fois IWRG Intercontinental Welterweight Championship

- Michinoku Pro Wrestling
  - Futaritabi Tag Team League (1999) avec SUWA

- Pro Wrestling Guerrilla
  - Battle of Los Angeles (2007)

- Toryumon Japan 
  - 2 fois Último Dragón Gym Championship
  - 1 fois NWA International Light Heavyweight Championship
  - 4 fois UWA World Trios Championship avec SUWA et Big/Don Fujii (3), Big Fujii et Taru (1)
  - El Numero Uno League winner (2003)

## Récompenses des magazines
- Pro Wrestling Illustrated

| Année | 1999 | 2000 | 2001 | 2002 | 2003 | 2004 | 2005 | 2006 | 2007 | 2008 | 2009 | 2010 | 2011 | 2012 | 2013 | 2014 | 2015 | 2016 | 2017 | 2018       | 2019 | 2020 | 2021 |
| ----- | ---- | ---- | ---- | ---- | ---- | ---- | ---- | ---- | ---- | ---- | ---- | ---- | ---- | ---- | ---- | ---- | ---- | ---- | ---- | ---------- | ---- | ---- | ---- |
| Rang  | 103  | 44   | 73   | 94   | 110  | 135  | 191  | 56   | 52   | 46   | 114  | 158  | 171  | 152  | 77   | 161  | 238  | 205  | 235  | Non classé | 257  | 239  | 250  |

- Wrestling Observer Newsletter 
  - 5 Star Match (2006) avec Naruki Doi et Masato Yoshino vs. Dragon Kid, Genki Horiguchi et Ryo Saito (ROH Supercard of Honor, 31 mars)
  - Match de l'année (2006)[34]

- Power Slam
  - PS 50 : 2003/35, 2006/11, 2007/19.